# Interstate 480 (Ohio)
Pour les articles homonymes, voir Interstate 480.
L'Interstate 480 (I-480) est une autoroute auxiliaire de l'I-80 qui contourne la ville de Cleveland, en Ohio. L'I-480 est l'une des treize autoroutes auxiliaires de l'État.
Le terminus ouest est un échangeur avec l'I-80 à North Ridgeville. En partant vers l'est à travers la banlieue du comté de Lorain, l'autoroute entre dans le comté de Cuyahoga. elle s'approche ensuite de l'Aéroport international de Cleveland Hopkins, qui sert d'aéroport principal pour la région du Grand Cleveland (en). Après avoir traversé Brooklyn et franchi la rivière Cuyahoga sur le pont de Valley View (en), l'autoroute continue vers l'est en direction des communautés de Bedford et de Twinsburg vers son terminus, l'I-80 à Streetsboro. Sur son parcours, elle croise l'I-71, l'I-77 et l'I-271. En 1998, le gouverneur de l'Ohio, George Voinovich, a donné à la I-480 le nom supplémentaire de « Senator John Glenn Highway », en l'honneur de l'ancien astronaute de la NASA et sénateur américain de l'Ohio pendant 24 ans.

## Description du tracé
L'I-480 débute à la jonction avec l'I-80 et la SR 10 à North Ridgeville. L'I-480 se dirige vers le nord-est jusqu'à l'Aéroport international de Cleveland Hopkins. C'est à cet endroit qu'elle rencontre l'I-71 et qu'elle adopte une orientation vers l'est. L'autoroute traverse les banlieues sud de Cleveland et croise l'I-77. Elle continue son trajet vers l'est jusqu'à ce qu'elle atteigne l'I-271. À cet endroit, elles forment un multiplex pour deux miles (3,2 km). L'I-271 et l'I-480 étaient, jusqu'en 2022, les deux seules autoroutes auxiliaires du pays à former un multiplex. L'autoroute se dirige vers le sud et se sépare de l'I-271 peu après. Elle adopte un tracé vers le sud-est jusqu'à son terminus est à la jonction avec l'I-80 à Streetsboro. Au-delà de cet échangeur, la route se poursuit comme SR 14.

## Liste des sorties
| Interstate 480                                    |                                             |       |       |                                 |                                                                       |                                                                                      |
| Comté                                             | Municipalité                                | mi    | km    | Sortie                          | Intersections / Destinations                                          | Notes                                                                                |
| Lorain                                            | North Ridgeville                            | 0,00  | 0,00  | —                               | I-80 / Ohio Turnpike ouest – Toledo                                   | Sortie 151 de l'I-80                                                                 |
| Lorain                                            | North Ridgeville                            | 0,90  | 1,45  | Poste de péage de Ohio Turnpike | Poste de péage de Ohio Turnpike                                       | Poste de péage de Ohio Turnpike                                                      |
| Lorain                                            | North Ridgeville                            | 1,16  | 1,87  | 1                               | SR 10 (en) ouest vers US 20 – Oberlin, Norwalk                        | Terminus ouest du multiplex avec SR 10; sortie direction ouest, entrée direction est |
| Lorain                                            | North Ridgeville                            | 2,03  | 3,27  | 2                               | SR 10 (en) est (Lorain Road) vers I-80 / Ohio Turnpike est            | Terminus est du multiplex avec SR 10                                                 |
| Cuyahoga                                          | North Olmsted                               | 3,67  | 5,91  | 3                               | Stearns Road                                                          |                                                                                      |
| Cuyahoga                                          | North Olmsted                               | 6,15  | 9,90  | 6                               | SR 252 (en) (Great Northern Boulevard) – North Olmsted, Olmsted Falls | Indiqué sortie 6A (sud) et 6B (nord) en direction ouest                              |
| Cuyahoga                                          | North Olmsted                               | 7,57  | 12,18 | 7                               | Clague Road – Westlake, Fairview Park                                 | Sortie direction ouest, entrée direction est                                         |
| Cuyahoga                                          | Cleveland                                   | 9,44  | 15,19 | 9                               | SR 17 (en) (Brookpark Road) / Grayton Road – Aéroport Hopkins         |                                                                                      |
| Cuyahoga                                          | Cleveland                                   | 10,17 | 16,37 | 11                              | I-71 (via Berea Freeway) – Cleveland, Columbus,                       | Sortie direction est, entrée direction ouest; sortie 238 de l'I-71                   |
| Cuyahoga                                          | Cleveland                                   | 10,17 | 16,37 | 10                              | SR 237 (en) sud (Berea Freeway) – Aéroport Hopkins, Berea             | Sortie direction ouest, entrée direction est                                         |
| Cuyahoga                                          | Cleveland                                   | 10,71 | 17,24 | 11                              | I-71 sud – Columbus                                                   | Pas de sortie en direction est; sortie 238 de l'I-71                                 |
| Cuyahoga                                          | Cleveland                                   | 11,60 | 18,67 | 12A                             | West 150th Street – Brook Park                                        | Sortie direction ouest seulement                                                     |
| Cuyahoga                                          | Cleveland                                   | 12,71 | 20,45 | 12B                             | West 130th Street / West 150th Street – Brook Park                    | West 150th Street non-indiqué en direction ouest; indiqué sortie 12 en direction est |
| Cuyahoga                                          | Brooklyn                                    | 13,79 | 22,19 | 13                              | Tiedman Road – Brooklyn                                               |                                                                                      |
| Cuyahoga                                          | Cleveland                                   | 15,21 | 24,48 | 15                              | Vers US 42 / Ridge Road – Parma                                       |                                                                                      |
| Cuyahoga                                          | Cleveland                                   | 16,49 | 26,54 | 16                              | SR 94 (en) (State Road) vers SR 176 (en) sud                          |                                                                                      |
| Cuyahoga                                          | Cleveland                                   | 17,76 | 28,58 | 17A                             | SR 176 (en) nord – Cleveland                                          | Indiqué sortie 17 en direction est                                                   |
| Cuyahoga                                          | Brooklyn Heights                            | 18,03 | 29,02 | 17B                             | SR 17 (en) (Brookpark Road) vers SR 176 (en) sud – Brooklyn Heights   | Sortie direction ouest, entrée direction est                                         |
| Cuyahoga                                          | Independence                                | 20,05 | 32,27 | 20                              | I-77 / Rockside Road – Akron, Cleveland                               | Indiqué sortie 20A (sud) et 20B (nord); sortie 156 de l'I-77                         |
| Cuyahoga                                          | Rivière Cuyahoga                            | 20,59 | 33,14 | Pont Valley View                | Pont Valley View                                                      | Pont Valley View                                                                     |
| Cuyahoga                                          | Garfield Heights                            | 21,72 | 34,95 | 21                              | Transportation Boulevard / East 98th Street                           |                                                                                      |
| Cuyahoga                                          | Garfield Heights                            | 22,92 | 36,89 | 22                              | SR 17 (en) (Granger Road)                                             | Sortie direction est, entrée direction ouest                                         |
| Cuyahoga                                          | Garfield Heights                            | 23,85 | 38,38 | 23                              | SR 14 (en) (Broadway Avenue) – Garfield Heights                       |                                                                                      |
| Cuyahoga                                          | Cleveland                                   | 24,58 | 39,56 | 24                              | Lee Road – Maple Heights                                              | Sortie direction ouest, entrée direction est                                         |
| Cuyahoga                                          | Warrensville Heights                        | 26,03 | 41,89 | 25A-B                           | Warrensville Road – Bedford, Warrensville Heights                     | Sortie direction est, entrée direction ouest; indiqué sortie 25A (sud) et 25B (nord) |
| Cuyahoga                                          | Limite Warrensville Heights–Bedford Heights | 26,03 | 41,89 | 25C                             | SR 8 (en) / SR 43 (en) (Northfield Road)                              |                                                                                      |
| Cuyahoga                                          | Limite Warrensville Heights–Bedford Heights | 26,31 | 42,34 | 26                              | Vers I-271 nord / US 422 – Érié, Warren                               | Sortie direction est, entrée direction ouest via I-480N                              |
| Cuyahoga                                          | Bedford Heights                             | 27,94 | 44,97 | 26A                             | Rockside Road                                                         | Sortie direction ouest, entrée direction est                                         |
| Cuyahoga                                          | Bedford Heights                             | 28,02 | 45,09 | 26B                             | I-271 nord – Érié                                                     | Terminus ouest du multiplex avec I-271; sortie direction est via sortie 26           |
| Cuyahoga                                          | Oakwood                                     | 30,99 | 49,87 | 23B                             | SR 14 (en) ouest (Broadway Avenue) / Forbes Road                      | Terminus ouest du multiplex avec SR 14                                               |
| Cuyahoga                                          | Oakwood                                     | 32,06 | 51,60 | 23A                             | I-271 sud – Akron, Columbus                                           | Terminus est du multiplex avec I-271; sortie direction est, entrée direction ouest   |
| Summit                                            | Twinsburg                                   | 36,30 | 58,42 | 36                              | SR 82 (en) – Aurora, Macedonia, Twinsburg                             |                                                                                      |
| Summit                                            | Twinsburg                                   | 36,99 | 59,53 | 37                              | SR 91 (en) – Twinsburg, Hudson, Solon                                 |                                                                                      |
| Portage                                           | Streetsboro                                 | 41,63 | 67,00 | 41                              | Frost Road                                                            |                                                                                      |
| Portage                                           | Streetsboro                                 | 42,45 | 68,32 | 42                              | SR 14 (en) est – Ravenna                                              | Terminus est du multiplex avec SR 14                                                 |
| Portage                                           | Streetsboro                                 | 42,45 | 68,32 | —                               | I-80 / Ohio Turnpike – Youngstown, Toledo                             | Sortie 187 de l'I-80                                                                 |
| - Terminus de multiplex - Péage - Accès incomplet |                                             |       |       |                                 |                                                                       |                                                                                      |

## Interstate 480N
L'Interstate 480N (I-480N) est une autoroute collectrice de l'I-480 reliant cette dernière à l'I-271 et à la US 422. Elle est indiquée comme I-480 sur les panneaux des échangeurs mais I-480N sur ses bornes de millage.

### Liste des sorties
| Interstate 480N   |                      |      |      |        |                                                                              |                                                                     |
| Comté             | Municipalité         | mi   | km   | Sortie | Intersections / Destinations                                                 | Notes                                                               |
| Cuyahoga          | Maple Heights        | 0,00 | 0,00 | —      | I-480 ouest – Cleveland, Toledo                                              | Sortie 26 de l'I-480                                                |
| Cuyahoga          | North Randall        | 0,53 | 0,85 | 1      | Miles Road – North Randall, Bedford Heights                                  |                                                                     |
| Cuyahoga          | Warrensville Heights | 1,29 | 2,08 | —      | I-271 nord (Voies express) vers I-90 – Érié                                  | Sortie direction est, entrée direction ouest                        |
| Cuyahoga          | Warrensville Heights | 1,63 | 2,62 | —      | I-271 sud vers I-480 est – Columbus                                          | Sortie direction ouest, entrée direction est; sortie 27A de l'I-271 |
| Cuyahoga          | Warrensville Heights | 1,63 | 2,62 | —      | I-271 nord / US 422 ouest (Voies locales) / Harvard Road / Chagrin Boulevard | Sortie direction est, entrée direction ouest; sortie 27B de l'I-271 |
| Cuyahoga          | Warrensville Heights | 1,99 | 3,20 | —      | US 422 est – Warren                                                          |                                                                     |
| - Accès incomplet |                      |      |      |        |                                                                              |                                                                     |